# Orchesellides sinensis
Orchesellides sinensis är en urinsektsart som först beskrevs av Denis 1929.  Orchesellides sinensis ingår i släktet Orchesellides och familjen brokhoppstjärtar. Inga underarter finns listade i Catalogue of Life.